# Gran Premio del Canada 2013
Il Gran Premio del Canada 2013 è stata la settima prova della stagione 2013 del campionato mondiale di Formula 1. Si è disputato domenica 9 giugno 2013 sul Circuito Gilles Villeneuve di Montréal. La gara è stata vinta dal tedesco Sebastian Vettel su Red Bull-Renault, al suo ventinovesimo successo nel mondiale. Vettel ha preceduto sul traguardo lo spagnolo Fernando Alonso su Ferrari ed il britannico Lewis Hamilton su Mercedes.

## Vigilia

### Sviluppi futuri
Frank Williams annuncia che, dal 2014, la sua scuderia utilizzerà motori forniti dalla Mercedes. L'accordo prevede anche la fornitura della tecnologia ERS, nuovo sistema per il recupero dell'energia che sostituisce il KERS. Il cambio invece continuerà a essere prodotto in proprio dalla scuderia inglese.
Christian Horner, team principal della Red Bull, ha annunciato che dal 2014 verranno nuovamente consentiti i test durante la stagione. Le scuderie, nel corso del fine settimana del GP di Monaco, hanno raggiunto un accordo per disputare 4 sessioni di due giorni, su circuiti europei.

### Il caso dei test Pirelli
La FIA ha deciso di deferire dinnanzi al Tribunale Internazionale della stessa federazione la Mercedes AMG F1 e la Pirelli, fornitrice degli pneumatici, in merito al test compiuto dalla scuderia tedesca, con una vettura del 2013, sul Circuito di Barcellona, subito dopo il Gran Premio di Spagna, tra il 15 e il 17 maggio. La questione, sollevata nel corso del fine settimana del GP di Monaco da Red Bull Racing e Scuderia Ferrari, era stata inviata dai commissari monegaschi alla FIA, per una decisione in merito. La Ferrari, a sua volta, è stata scagionata dalla FIA per dei test compiuti tra il 23 e 24 aprile, sempre a Barcellona. La casa italiana, infatti, ha utilizzato una vettura del 2011.

### Aspetti tecnici
La Pirelli, fornitrice unica degli pneumatici, annuncia che per il Gran Premio porterà gomme di mescola supersoft e di mescola media. La casa italiana aveva reso nota la volontà di modificare gli pneumatici a partire da questo Gran Premio. I nuovi pneumatici avrebbero avuto una durata più lunga e un'anima in kevlar. La casa italiana, dal Gran Premio di Spagna, aveva già modificato la mescola hard, con prestazioni simili a quelle della stagione 2012. Dopo le prime gare della stagione infatti molti team si erano lamentati per questo eccessivo degrado.
Successivamente la Pirelli ha comunicato che per la gara canadese fornirà solo due nuovi tipi di mescola, che potranno essere utilizzati durante le prove del venerdì. Sulla base delle risultanze di queste prove la Pirelli stabilirà le mescole da portare nel successivo Gran Premio di Gran Bretagna.
La FIA modifica la zona per l'utilizzo del DRS, rispetto all'edizione 2012 del Gran Premio. In questa stagione lo strumento potrà essere usato sul lungo rettilineo del Casino, e sul rettilineo di partenza, come l'edizione 2011, anche se per una percorrenza più breve rispetto a quella edizione. Il punto per la determinazione del distacco fra piloti è stabilito a L'Epingle.
La Ferrari sostituisce la scocca della F138 di Felipe Massa, incidentata nel corso del fine settimana del GP di Monaco. Anche la Williams è costretta a una soluzione dello stesso tipo per la vettura di Pastor Maldonado.

### Aspetti sportivi
La FIA penalizza di dieci posizioni in griglia il pilota della Lotus Romain Grosjean per aver causato un tamponamento con Daniel Ricciardo durante il Gran Premio di Monaco. Martin Donnelly, ex pilota di Formula 1, è nominato commissario aggiunto per questo Gran Premio.
La Force India festeggia il centesimo Gran Premio nel mondiale di F1. La scuderia indiana ha fatto il suo esordio nel Gran Premio d'Australia 2008, nascendo dalle ceneri della Spyker F1. In 99 gare ha conquistato 1 pole (con Giancarlo Fisichella nel Gran Premio del Belgio 2009), 2 giri veloci e un podio (sempre con Fisichella nello stesso Gran Premio, dove giunse secondo). Alla Caterham Alexander Rossi ha preso il posto di Charles Pic nella prima sessione di prove libere del venerdì.

## Prove

### Resoconto
La prima sessione è caratterizzata da pista umida; ciò consente alle scuderie di testare i nuovi pneumatici portati dalla Pirelli solo nella fase conclusiva della stessa. I piloti, grazie all'assenza di pioggia, sono comunque riusciti a utilizzare sia le gomme da bagnato che le intermedie che, infine, le gomme slick.
Il più rapido è stato Paul di Resta su Force India; il britannico ha preceduto il connazionale Jenson Button e Romain Grosjean. Con pista bagnata il più rapido si era invece confermato Nico Rosberg. Pastor Maldonado, della Williams, è andato a impattare contro le barriere alla curva 3, danneggiando la vettura.
Nella seconda sessione, corsa su pista asciutta, i piloti hanno potuto testare più a lungo le nuove coperture sperimentali. Il più veloce della sessione è stato Fernando Alonso, che ha preceduto per 15 millesimi Lewis Hamilton: i due sono stati i soli conduttori a scendere sotto il muro del 1'15". Ben tredici piloti però sono racchiusi in un solo secondo.
Romain Grosjean ha chiuso terzo, mentre Rosberg, in testa per lunga parte della FP2, è scivolato al quinto posto. Le coperture supersoft sembrano subire un forte degrado nell'anteriore sinistra, cosa che ha penalizzato l'altro pilota della Lotus Kimi Räikkönen, solo undicesimo.
La terza sessione, disputata al sabato mattina, è accorciata a soli trenta minuti, per la necessità degli organizzatori di ripristinare le barriere alla curva 11, distrutte da un'uscita di pista accaduta in una gara di contorno al Gran Premio. Il miglior tempo è ottenuto da Mark Webber, che ha sfruttato gli ultimi minuti della sessione, quando la pista si stava asciugando dalla pioggia caduta nelle ore precedenti. Nella prima parte della sessione, quando i piloti montavano gomme intermedie, il più rapido è stato Esteban Gutiérrez.

### Risultati
Nella prima sessione del venerdì si è avuta questa situazione:
| Pos | Nº | Pilota          | Costruttore          | Tempo    | Gap    | Giri |
| --- | -- | --------------- | -------------------- | -------- | ------ | ---- |
| 1   | 14 | Paul di Resta   | Force India-Mercedes | 1'21"020 |        | 10   |
| 2   | 5  | Jenson Button   | McLaren-Mercedes     | 1'21"108 | +0"088 | 20   |
| 3   | 8  | Romain Grosjean | Lotus-Renault        | 1'21"258 | +0"238 | 21   |

Nella seconda sessione del venerdì si è avuta questa situazione:
| Pos | Nº | Pilota          | Costruttore   | Tempo    | Gap    | Giri |
| --- | -- | --------------- | ------------- | -------- | ------ | ---- |
| 1   | 3  | Fernando Alonso | Ferrari       | 1'14"818 |        | 48   |
| 2   | 10 | Lewis Hamilton  | Mercedes      | 1'14"830 | +0"012 | 45   |
| 3   | 8  | Romain Grosjean | Lotus-Renault | 1'15"083 | +0"265 | 40   |

Nella sessione del sabato mattina si è avuta questa situazione:
| Pos | Nº | Pilota         | Costruttore             | Tempo    | Gap    | Giri |
| --- | -- | -------------- | ----------------------- | -------- | ------ | ---- |
| 1   | 2  | Mark Webber    | Red Bull Racing-Renault | 1'17"895 |        | 7    |
| 2   | 15 | Adrian Sutil   | Force India-Mercedes    | 1'18"248 | +0"353 | 8    |
| 3   | 10 | Lewis Hamilton | Mercedes                | 1'18"732 | +0"837 | 7    |

## Qualifiche

### Resoconto
La qualifica inizia con pista bagnata e con una leggera pioggia che colpisce il circuito. La maggior parte dei piloti però decide di affrontare il primo giro con gomme supersoft: tutti decidono di rientrare ai box subito, per montare le gomme intermedie. Il tempo migliore della prima fase è di Sebastian Vettel. Vengono eliminati i due piloti della Caterham, i due della Marussia, assieme a Romain Grosjean e Paul di Resta.
Nella seconda fase la pioggia è ancora intensa, così che i piloti sono costretti a montare ancora gomme intermedie. A poco meno di due minuti dalla fine della sessione Felipe Massa esce di pista alla prima chicane. I commissari espongono le bandiere rosse che interrompono le qualifiche. Alla ripartenza tutti i piloti cercano di far segnare un tempo valido ma Mark Webber e Jenson Button passano sul traguardo, al termine del loro giro di lancio, quando è stata già esposta la bandiera a scacchi. Il britannico è eliminato, assieme a Massa, l'altra McLaren di Sergio Pérez, Nico Hülkenberg, Pastor Maldonado ed Esteban Gutiérrez.
Nella fase decisiva Sebastian Vettel prende il comando, e nessuno sarà capace poi, nella fase finale della Q3, di battere il suo tempo. Per il tedesco è la trentanovesima pole position nel mondiale, la quarantanovesima per la Red Bull Racing. In prima fila chiude Lewis Hamilton, mentre la seconda fila è conquistata da Valtteri Bottas (sua miglior prestazione) e Nico Rosberg. Al termine delle prove Kimi Räikkönen e Daniel Ricciardo sono stati penalizzati di due posizioni in griglia in quanto, al momento della ripartenza della sessione nella Q2, dopo la bandiera rossa, non hanno rispettato la fila ma si sono posti a fianco di vetture già pronte per la partenza. Di fatto il finlandese perde una sola posizione in quanto la sua penalizzazione è stata decisa dopo quella inflitta all'australiano.

### Risultati
Nella sessione di qualifica si è avuta questa situazione:
| Pos                         | Nº | Pilota              | Costruttore             | Q1       | Q2       | Q3       | Griglia |
| --------------------------- | -- | ------------------- | ----------------------- | -------- | -------- | -------- | ------- |
| 1                           | 1  | Sebastian Vettel    | Red Bull Racing-Renault | 1'22"318 | 1'28"166 | 1'25"425 | 1       |
| 2                           | 10 | Lewis Hamilton      | Mercedes                | 1'23"801 | 1'27"649 | 1'25"512 | 2       |
| 3                           | 17 | Valtteri Bottas     | Williams-Renault        | 1'23"446 | 1'28"419 | 1'25"897 | 3       |
| 4                           | 9  | Nico Rosberg        | Mercedes                | 1'23"840 | 1'28"420 | 1'26"008 | 4       |
| 5                           | 2  | Mark Webber         | Red Bull Racing-Renault | 1'23"247 | 1'28"145 | 1'26"208 | 5       |
| 6                           | 3  | Fernando Alonso     | Ferrari                 | 1'23"224 | 1'28"788 | 1'26"504 | 6       |
| 7                           | 18 | Jean-Éric Vergne    | STR-Ferrari             | 1'24"159 | 1'28"527 | 1'26"543 | 7       |
| 8                           | 15 | Adrian Sutil        | Force India-Mercedes    | 1'24"551 | 1'28"799 | 1'27"348 | 8       |
| 9                           | 7  | Kimi Räikkönen      | Lotus-Renault           | 1'24"451 | 1'28"667 | 1'27"432 | 10      |
| 10                          | 19 | Daniel Ricciardo    | STR-Ferrari             | 1'24"770 | 1'29"359 | 1'27"946 | 11      |
| 11                          | 11 | Nico Hülkenberg     | Sauber-Ferrari          | 1'23"899 | 1'29"435 | N.D.     | 9       |
| 12                          | 6  | Sergio Pérez        | McLaren-Mercedes        | 1'24"176 | 1'29"761 | N.D.     | 12      |
| 13                          | 16 | Pastor Maldonado    | Williams-Renault        | 1'24"776 | 1'29"917 | N.D.     | 13      |
| 14                          | 5  | Jenson Button       | McLaren-Mercedes        | 1'24"021 | 1'30"068 | N.D.     | 14      |
| 15                          | 12 | Esteban Gutiérrez   | Sauber-Ferrari          | 1'24"408 | 1'30"315 | N.D.     | 15      |
| 16                          | 4  | Felipe Massa        | Ferrari                 | 1'23"735 | 1'30"354 | N.D.     | 16      |
| 17                          | 14 | Paul di Resta       | Force India-Mercedes    | 1'24"908 | N.D.     | N.D.     | 17      |
| 18                          | 20 | Charles Pic         | Caterham-Renault        | 1'25"626 | N.D.     | N.D.     | 18      |
| 19                          | 8  | Romain Grosjean     | Lotus-Renault           | 1'25"716 | N.D.     | N.D.     | 22      |
| 20                          | 22 | Jules Bianchi       | Marussia-Cosworth       | 1'26"508 | N.D.     | N.D.     | 19      |
| 21                          | 23 | Max Chilton         | Marussia-Cosworth       | 1'27"062 | N.D.     | N.D.     | 20      |
| 22                          | 21 | Giedo van der Garde | Caterham-Renault        | 1'27"110 | N.D.     | N.D.     | 21      |
| Tempo limite 107%: 1'28"080 |    |                     |                         |          |          |          |         |

Con i tempi in grassetto sono visualizzate le migliori prestazioni in Q1, Q2 e Q3.

## Gara

### Resoconto
Alla partenza Sebastian Vettel mantiene il comando, seguito dalle due Mercedes, poi da Mark Webber, Valtteri Bottas e Fernando Alonso: lo spagnolo ancora nel primo giro passa il finlandese. All’inizio del sesto giro Bottas cede anche a Vergne, ci prova anche Adrian Sutil, ma i due si toccano e il tedesco va in testacoda. Nel frattempo i primi cinque hanno già fatto il vuoto, con Vettel che allunga senza patemi su Hamilton.
Al giro 13 Webber va al primo cambio gomme, seguito al giro 14 da Rosberg e, al giro 16, da Vettel e Alonso. Tra i battistrada l'ultimo a fermarsi è Hamilton, al giro 19. La classifica rimane immutata con Sebastian Vettel davanti a Hamilton, Rosberg (l'unico che opta ancora per supersoft), Webber, Alonso. Dietro c'è Kimi Räikkönen (che va al cambio gomme solo al giro 22), poi Vergne e di Resta, anche lui non ha cambiato ancora le coperture.
Al trentesimo giro Rosberg è infilato prima da Webber e, subito dopo, anche da Fernando Alonso. Un giro dopo Nico Rosberg effettua il secondo cambio di gomme, montando questa volta la mescola media. Sei giri dopo Webber ha un contatto con il doppiato Giedo van der Garde al tornante del Casino. L'olandese è penalizzato con uno stop&go di dieci secondi. Al giro 41 una piccola sbavatura dell'australiano permette a Fernando Alonso di avvicinarsi e di superarlo subito dopo la linea dell'arrivo.
Tra il giro 46 e il giro 49 vanno al secondo cambio gomme i migliori cinque della classifica, che però resta invariata. Vergne si conferma sesto, mentre settimo è ancora Paul di Resta, che non ha effettuato nessun cambio gomme. Lo scozzese cambia le coperture al giro 57, mantenendo la posizione. Nello stesso giro Rosberg effettua il suo terzo pit stop. Al giro 62 drive through per Sutil, che perde due posizioni, a favore di Kimi Räikkönen e Felipe Massa.
Con Vettel fuori portata di chiunque, capace anche di permettersi un lungo alla prima curva, si riscalda la battaglia per le altre posizioni del podio. Staccato di otto secondi dopo l’ultimo stop, Fernando Alonso spinge forte e, a suon di giri veloci, riduce il distacco che lo separa da Hamilton.
Al 63º giro lo spagnolo conquista la seconda piazza, passando Hamilton alla prima curva. L'inglese tenta di ripassare nel giro seguente, ma senza successo. A sette giri dal termine la Sauber di Esteban Gutiérrez esce alla S iniziale. Mark Robson, un commissario di pista accorso per spostare la monoposto, è travolto da un caterpillar giunto sul luogo per effettuare l'operazione di spostamento. Il commissario decede nella notte all'ospedale. Al giro 68 Felipe Massa passa Räikkönen per l'ottava posizione.
Sebastian Vettel conquista la ventinovesima vittoria, mentre Fernando Alonso, secondo, il novantesimo podio. Kimi Räikkönen conquista il ventiquattresimo arrivo a punti consecutivo, eguagliando così la striscia record di Michael Schumacher ottenuta tra l'Ungheria 2001 e la Malesia 2003. S'interrompe invece, dopo 64 gare, la fila di risultati nei punti per la McLaren, striscia record nella storia del mondiale.

### Risultati
I risultati del Gran Premio sono i seguenti:
| Pos | Nº | Pilota              | Costruttore             | Giri | Tempo/Ritiro                   | Griglia | Punti |
| --- | -- | ------------------- | ----------------------- | ---- | ------------------------------ | ------- | ----- |
| 1   | 1  | Sebastian Vettel    | Red Bull Racing-Renault | 70   | 1h32'09"143                    | 1       | 25    |
| 2   | 3  | Fernando Alonso     | Ferrari                 | 70   | +14"408                        | 6       | 18    |
| 3   | 10 | Lewis Hamilton      | Mercedes                | 70   | +15"942                        | 2       | 15    |
| 4   | 2  | Mark Webber         | Red Bull Racing-Renault | 70   | +25"731                        | 5       | 12    |
| 5   | 9  | Nico Rosberg        | Mercedes                | 70   | +1'09"725                      | 4       | 10    |
| 6   | 18 | Jean-Éric Vergne    | Toro Rosso-Ferrari      | 69   | +1 giro                        | 7       | 8     |
| 7   | 14 | Paul di Resta       | Force India-Mercedes    | 69   | +1 giro                        | 17      | 6     |
| 8   | 4  | Felipe Massa        | Ferrari                 | 69   | +1 giro                        | 16      | 4     |
| 9   | 7  | Kimi Räikkönen      | Lotus-Renault           | 69   | +1 giro                        | 10      | 2     |
| 10  | 15 | Adrian Sutil        | Force India-Mercedes    | 69   | +1 giro                        | 8       | 1     |
| 11  | 6  | Sergio Pérez        | McLaren-Mercedes        | 69   | +1 giro                        | 12      |       |
| 12  | 5  | Jenson Button       | McLaren-Mercedes        | 69   | +1 giro                        | 14      |       |
| 13  | 8  | Romain Grosjean     | Lotus-Renault           | 69   | +1 giro                        | 22      |       |
| 14  | 17 | Valtteri Bottas     | Williams-Renault        | 69   | +1 giro                        | 3       |       |
| 15  | 19 | Daniel Ricciardo    | STR-Ferrari             | 68   | +2 giri                        | 11      |       |
| 16  | 16 | Pastor Maldonado    | Williams-Renault        | 68   | +2 giri                        | 13      |       |
| 17  | 22 | Jules Bianchi       | Marussia-Cosworth       | 68   | +2 giri                        | 19      |       |
| 18  | 20 | Charles Pic         | Caterham-Renault        | 67   | +3 giri                        | 18      |       |
| 19  | 23 | Max Chilton         | Marussia-Cosworth       | 67   | +3 giri                        | 20      |       |
| 20  | 12 | Esteban Gutiérrez   | Sauber-Ferrari          | 63   | Incidente                      | 15      |       |
| Rit | 11 | Nico Hülkenberg     | Sauber-Ferrari          | 45   | Collisione con G.van der Garde | 9       |       |
| Rit | 21 | Giedo van der Garde | Caterham-Renault        | 43   | Collisione con N.Hulkenberg    | 21      |       |

## Classifiche mondiali

### Piloti
| Pos | Pilota           | Punti |
| --- | ---------------- | ----- |
| 1   | Sebastian Vettel | 132   |
| 2   | Fernando Alonso  | 96    |
| 3   | Kimi Räikkönen   | 88    |
| 4   | Lewis Hamilton   | 77    |
| 5   | Mark Webber      | 69    |
| 6   | Nico Rosberg     | 57    |
| 7   | Felipe Massa     | 49    |
| 8   | Paul di Resta    | 34    |
| 9   | Romain Grosjean  | 26    |
| 10  | Jenson Button    | 25    |
| 11  | Adrian Sutil     | 17    |
| 12  | Jean-Éric Vergne | 13    |
| 13  | Sergio Pérez     | 12    |
| 14  | Daniel Ricciardo | 7     |
| 15  | Nico Hülkenberg  | 5     |

### Costruttori
| Pos | Team                    | Punti |
| --- | ----------------------- | ----- |
| 1   | Red Bull Racing-Renault | 201   |
| 2   | Ferrari                 | 145   |
| 3   | Mercedes                | 134   |
| 4   | Lotus-Renault           | 114   |
| 5   | Force India-Mercedes    | 51    |
| 6   | McLaren-Mercedes        | 37    |
| 7   | STR-Ferrari             | 20    |
| 8   | Sauber-Ferrari          | 5     |

## Decisioni della FIA
Al termine della gara, Giedo van der Garde è penalizzato di cinque posizioni sulla griglia di partenza del prossimo Gran Premio di Gran Bretagna, sia per aver danneggiato Nico Hülkenberg in una collisione durante il quarantatreesimo giro, che per aver ignorato le bandiere blu.